# Rally Dakar de 1998
El Rally Dakar de 1998, la vigésima edición de esta carrera rally raid, se realizó del 1 al 18 de enero de ese año. El trayecto total de esta versión, que se extendió entre Versalles y Dakar, fue de 10 593 km y se disputó por rutas de Francia, España, Marruecos (con el Sahara Occidental incluido), Mauritania y Senegal.
Los vencedores fueron Stéphane Peterhansel en motos, el francés Jean-Pierre Fontenay en coches y el checo Karel Loprais en camiones.
Participaron en total 115 coches, 173 motocicletas y 35 camiones, de los cuales llegaron a la final 55, 41 y 8, respectivamente.

## Recorrido
| Etapa | Fecha       | Origen          | Destino         | Total (km)      |
| ----- | ----------- | --------------- | --------------- | --------------- |
| 1     | 1 de enero  | París           | Narbona         | 937             |
| 2     | 2 de enero  | Narbona         | Granada         | 1182            |
| 3     | 3 de enero  | Granada         | Almería         | 234             |
| 4     | 4 de enero  | Nador           | Er Rachidia     | 613             |
| 5     | 5 de enero  | Er Rachidia     | Uarzazat        | 577             |
| 6     | 6 de enero  | Uarzazat        | Smara           | 1050            |
| 7     | 7 de enero  | Smara           | Zouérat         | 614             |
| 8     | 8 de enero  | Zouérat         | El Mreïti       | 684             |
| 9     | 9 de enero  | El Mreïti       | Taoudenni       | 478             |
| 10    | 10 de enero | Taoudenni       | Gao             | 918             |
|       | 11 de enero | Día de descanso | Día de descanso | Día de descanso |
| 11    | 12 de enero | Gao             | Timbuctú        | 420             |
| 12    | 13 de enero | Timbuctú        | Néma            | 566             |
| 13    | 14 de enero | Néma            | Tidjikja        | 749             |
| 14    | 15 de enero | Tidjikja        | Atar            | 394             |
| 15    | 16 de enero | Atar            | Boutilimit      | 490             |
| 16    | 17 de enero | Boutilimit      | Saint-Louis     | 422             |
| 17    | 18 de enero | Saint-Louis     | Dakar           | 265             |

## Vencedores por etapas
| Etapa | Motocicletas         | Coches               |
| ----- | -------------------- | -------------------- |
| 1     | Francois Flick       | Bruno Saby           |
| 2     | Nani Roma            | Bruno Saby           |
| 3     | Giovanni Sala        | Bruno Saby           |
| 4     | Stephane Peterhansel | Hiroshi Masuoka      |
| 5     | Fabrizio Meoni       | Kenjiro Shinozuka    |
| 6     | Stephane Peterhansel | Jean-Pierre Fontenay |
| 7     | Stephane Peterhansel | Kenjiro Shinozuka    |
| 8     | Andy Haydon          | Jean-Pierre Fontenay |
| 9     | Fabrizio Meoni       | Hiroshi Masuoka      |
| 10    | etapa cancelada      | etapa cancelada      |
|       | Día de descanso      |                      |
| 11    | Carlos Sotelo        | Jean-Pierre Fontenay |
| 12    | Richard Sainct       | Kenjiro Shinozuka    |
| 13    | Andy Haydon          | Jean-Pierre Fontenay |
| 14    | Gerard Jimmink       | Bruno Saby           |
| 15    | John Deacon          | Jean-Pierre Fontenay |
| 16    | Gerard Jimmink       | Kenjiro Shinozuka    |
| 17    | Jordi Arcarons       | Jutta Kleinschmidt   |

## Clasificaciones finales
- Diez primeros clasificados en cada una de las tres categorías en competencia.

### Motos
| Rank. | Piloto               | Marca  | Tiempo    |
| ----- | -------------------- | ------ | --------- |
| 1     | Stéphane Peterhansel | Yamaha | 62:39:37  |
| 2     | Fabrizio Meoni       | KTM    | + 30:29   |
| 3     | Andy Haydon          | KTM    | + 1:19:42 |
| 4     | Alfie Cox            | KTM    | + 2:25:57 |
| 5     | Gerard Jimmink       | KTM    | + 3:16:29 |
| 6     | Jordi Arcarons       | KTM    | + 4:57:44 |
| 7     | Dirk von Zitzewitz   | KTM    | + 5:32:35 |
| 8     | John Deacon          | KTM    | + 5:48:37 |
| 9     | Jurgen Mayer         | KTM    | + 7:56:41 |
| 10    | Stanislav Zloch      | KTM    | + 9:01:30 |

### Coches
| Rank. | Piloto               | Copiloto             | Marca           | Tiempo     |
| ----- | -------------------- | -------------------- | --------------- | ---------- |
| 1     | Jean-Pierre Fontenay | Gilles Picard        | Mitsubishi      | 65:25:58   |
| 2     | Kenjiro Shinozuka    | Henri Magne          | Mitsubishi      | + 1:45:44  |
| 3     | Bruno Saby           | Dominique Serieys    | Mitsubishi      | + 1:59:01  |
| 4     | Hiroshi Masuoka      | Andreas Schulz       | Mitsubishi      | + 5:55:27  |
| 5     | Jean-Louis Schlesser | Anne-Chantal Pauwels | Schlesser-Buggy | + 8:10:39  |
| 6     | Philippe Alliot      | Jacky Dubois         | Nissan          | + 11:39:43 |
| 7     | Dominique Housieaux  | Maurizio Dominella   | Nissan          | + 13:20:24 |
| 8     | Thierry Delavergne   | Luis Arguelles       | Nissan          | + 13:52:15 |
| 9     | Miguel Prieto        | Fernando Gil         | Mitsubishi      | + 17:42:50 |
| 10    | Bob Ten Harkel       | Hennie den Toom      | Mitsubishi      | + 23:28:05 |

### Camiones
| Rank. | Piloto             | Copilotos                       | Marca         | Tiempo     |
| ----- | ------------------ | ------------------------------- | ------------- | ---------- |
| 1     | Karel Loprais      | Radomír Stachura Jan Cermak     | Tatra         | 89:53:50   |
| 2     | Yoshimasa Sugawara | Naoko Matsumoto Takashi Ushioda | Hino          | + 5:03:59  |
| 3     | Milan Koreny       | Jaroslav Lamač Martin Kahanek   | Tatra         | + 7:00:34  |
| 4     | Klaus Bauerle      | Anek Schurhagl                  | Mercedes-Benz | + 14:45:45 |
| 5     | Jean-Paul Bosonnet | Serge Lacourt Jean-Louis Berger | Mercedes-Benz | + 19:26:13 |
| 6     | Raphael Gimbre     | François Marcheix Ai Nhat Bui   | Mercedes-Benz | + 19:44:37 |
| 7     | Christian Barbier  | Daniel Moquet Pierre Barbier    | Mitsubishi    | + 22:07:50 |
| 8     | Marco Balboni      | Guido Toni                      | Mercedes-Benz | + 44:32:57 |